# 니혼가미

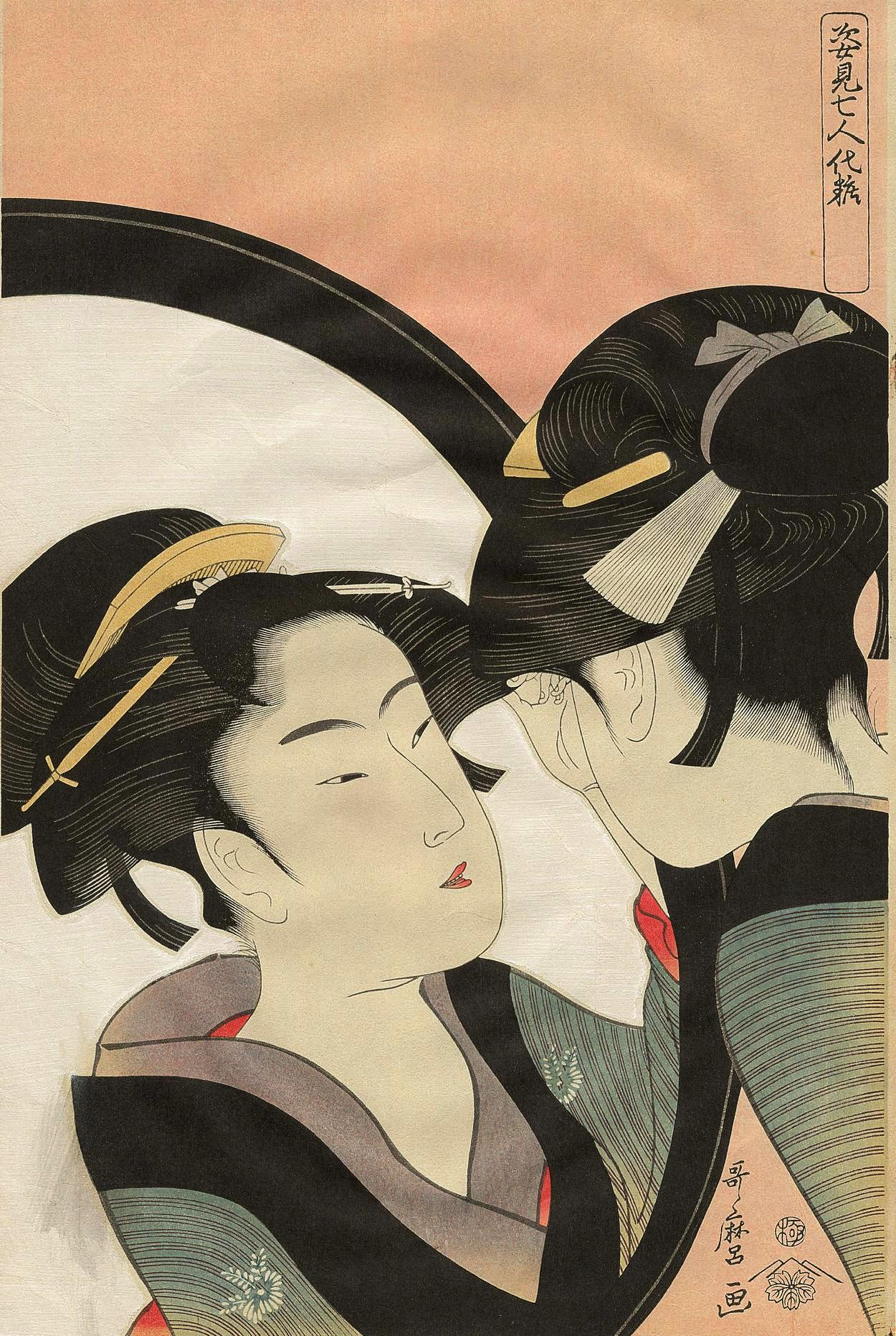
에도시대, 키타가와 우타마로 「대형거울 7인 화장 머리 고치기」

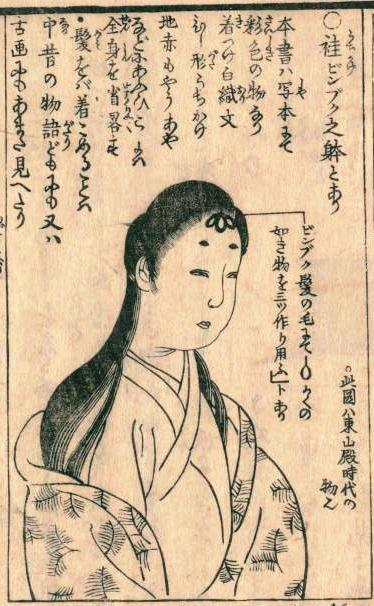
무로마치 시대의 헤어스타일의 예 『역세여장고』 1847

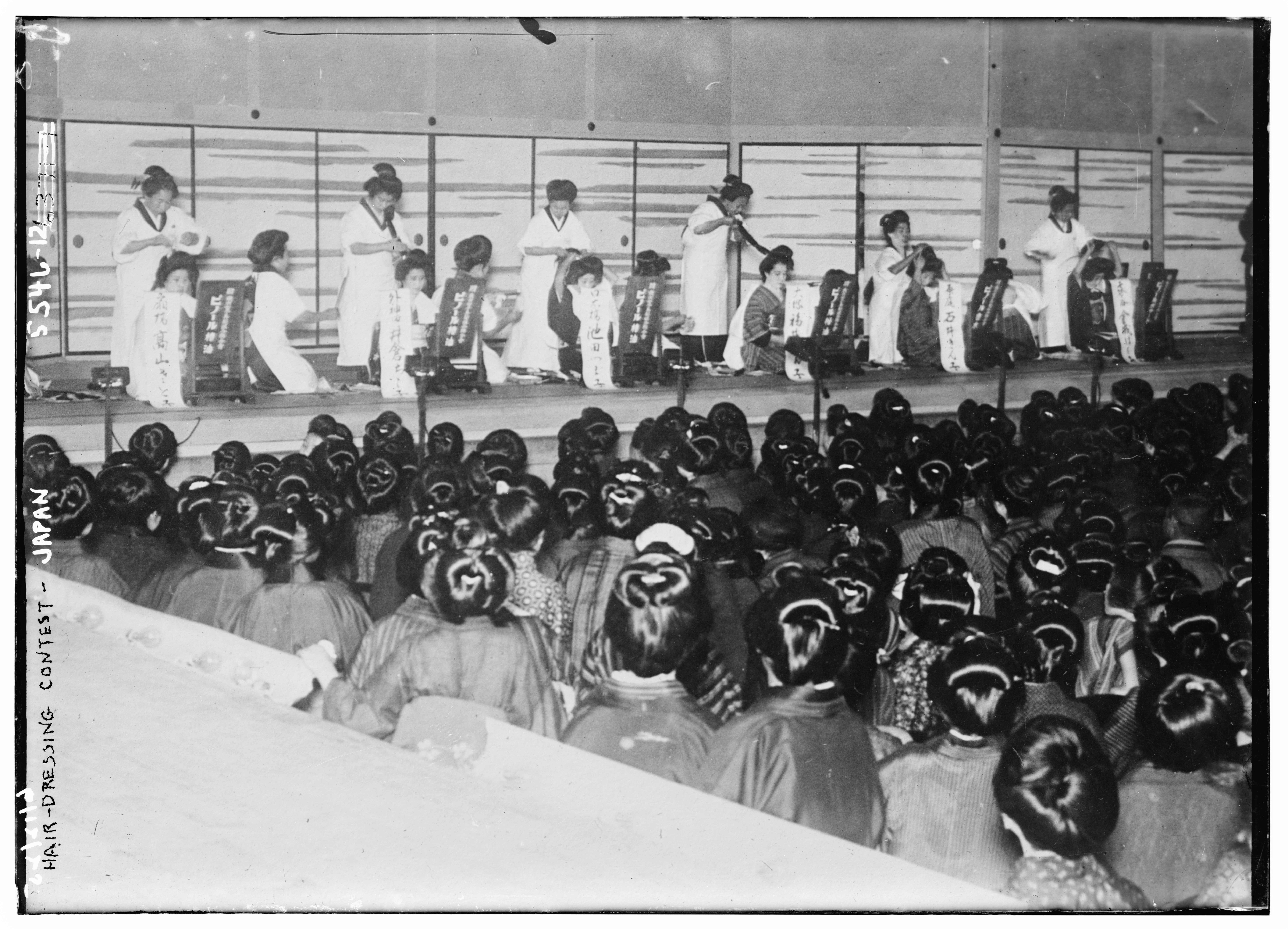
메이지 시대 니혼가미 콘테스트 (1900년)

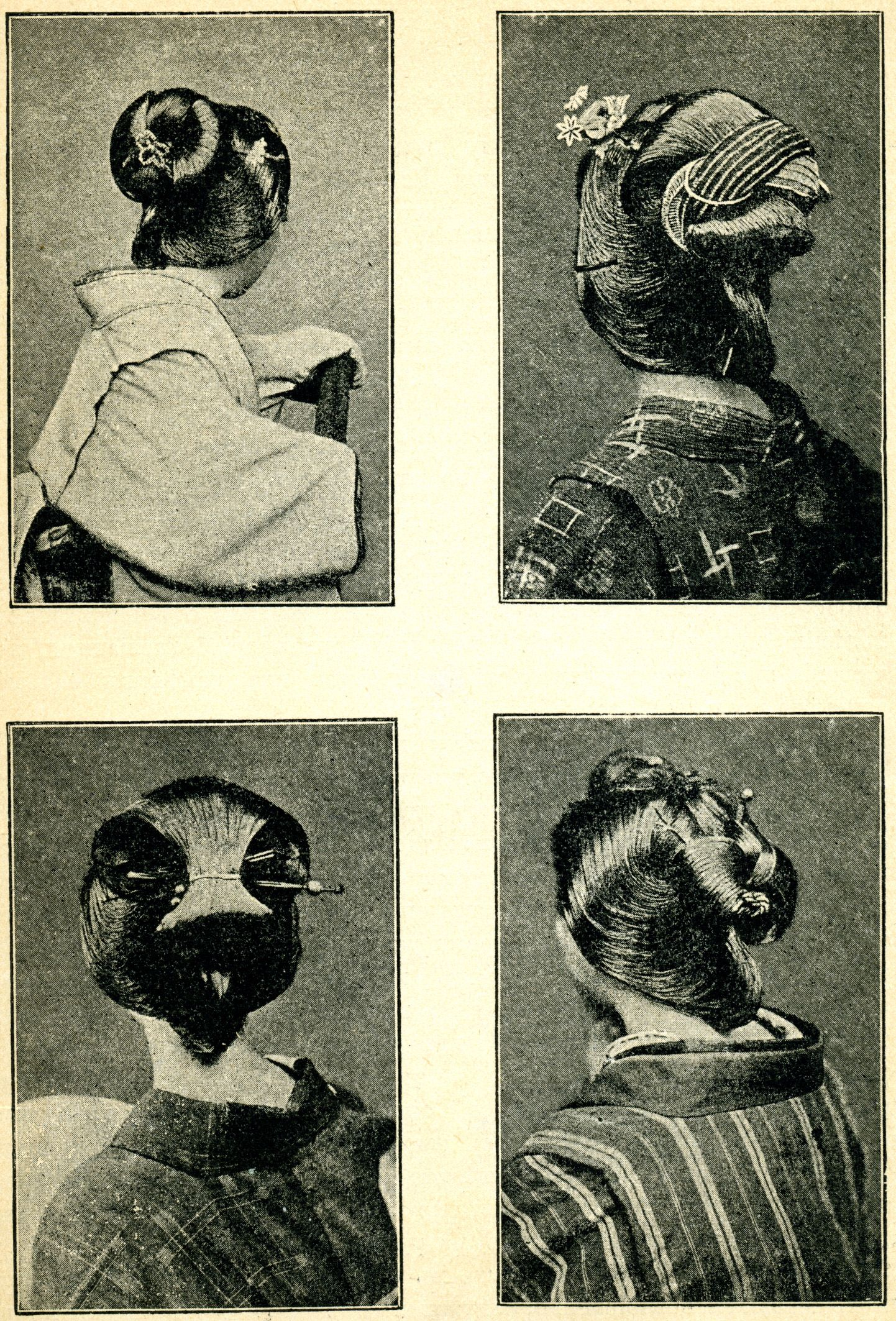
메이지 시대의 헤어스타일

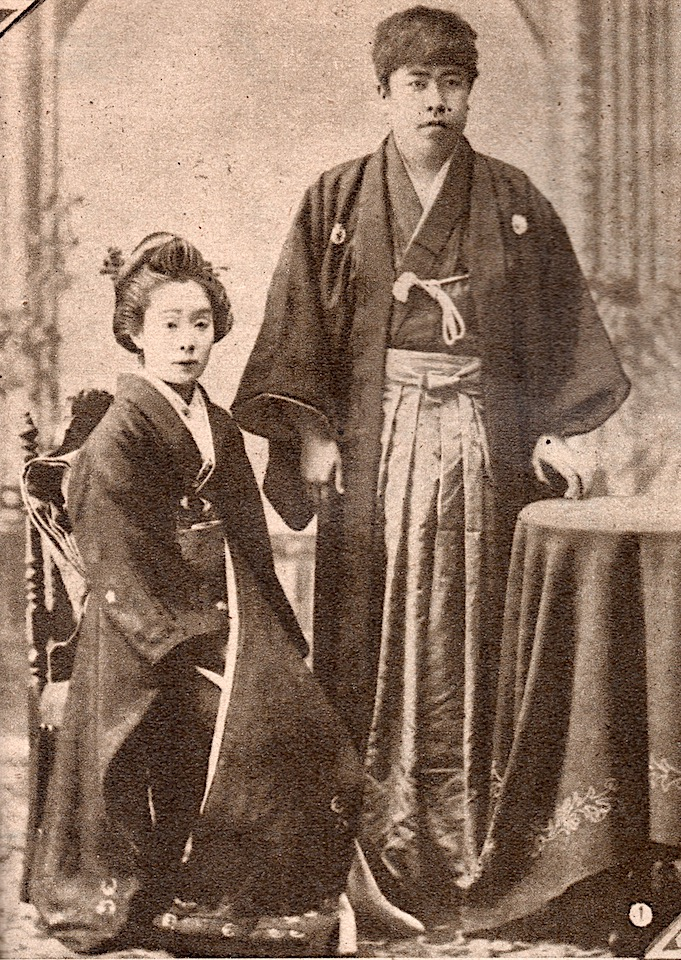
메이지 중기, 니혼가미를 한 신부

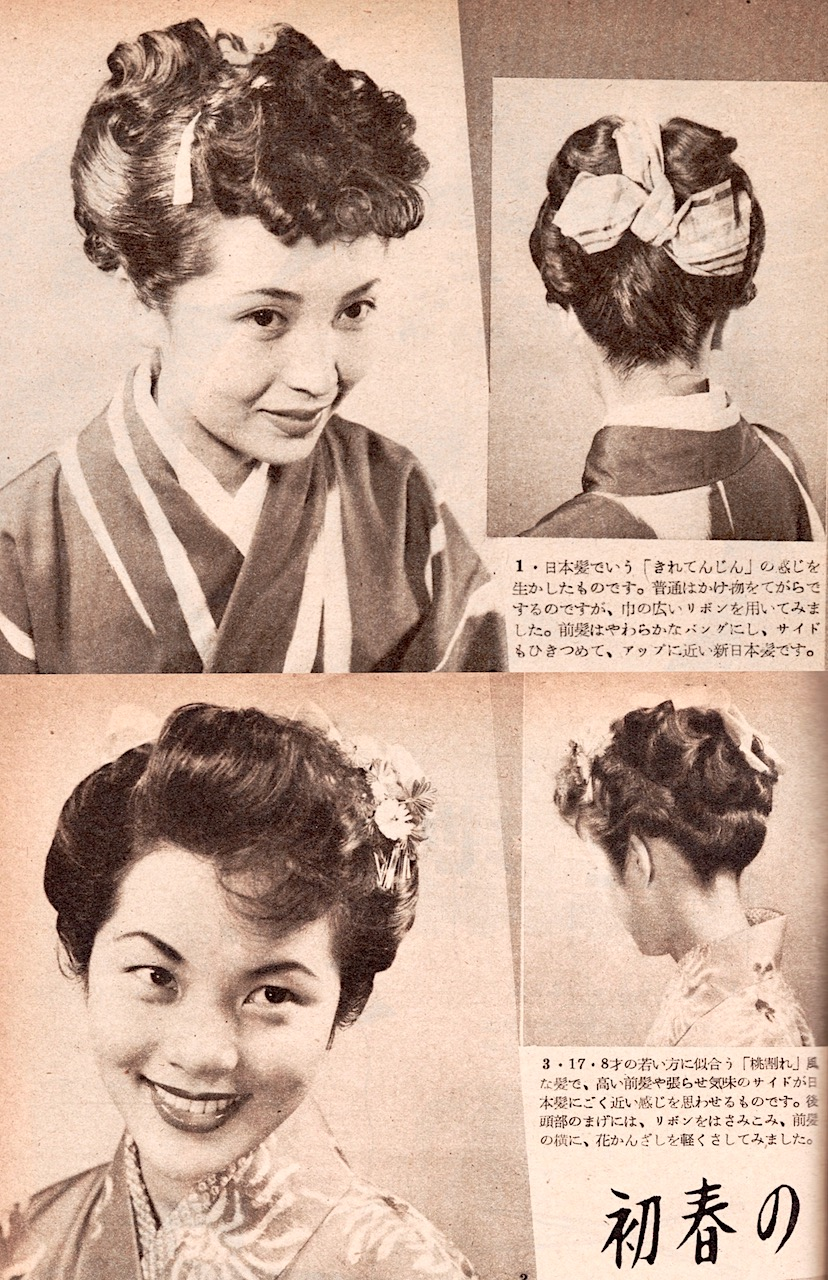
신니혼가미 (1953년)

니혼가미(일본어: 日本髪 にほんがみ[*])는 넓은 의미에서는 고분 시대에서 쇼와 시대 전쟁 전 시기까지 일본 고유의 헤어스타일이다, 좁은 의미에서는 아즈치모모야마 시대 후기부터 에도 막부 말기까지의 여자 머리 모양을 가리킨다. 이 문서에는 일본의 헤어스타일의 변천이나, 남성의 풍속을 알기 쉽게 나타내기 위해, 넓은 의미의 "일본에서 과거에 존재했던 헤어스타일"의 목록을 가리킨다.

## 변천사

### 에도 시대 전기
남성의 머리는 바짝 묶고, 훗날의 이쵸마게에 가까운 형태가 주류였다. 
여성의 머리 모양은, 타테효고立兵庫), 겐로쿠시마다(元禄島田), 겐로쿠카츠야마(元禄勝山) 등 가늘고 긴 머리 모양이 주류였으며, 츠도(髱) (니혼가미를 했을 때, 후두부 부분의 머리카락를 가리킴)도 카모메지리츠도(鴎髱), 세키레이타보(鶺鴒髱) 등 뒤로 내미는 형태가 유행하였다.

### 에도 시대 중기
남성의 머리 모양은 혼다마게가 대세가 되었다.
여성의 머리 모양은 토로빈(灯籠鬢)이라고 하는 옆으로 돌출되어, 비친 느낌의 빈(鬢)이 주류를 이루며, 틀어올린 머리도 시마다마게(島田髷), 카츠야마(勝山) 등 옆으로 넓고 큰 머리가 되는 반면, 츠도(髱) 쪽은 빈(鬢)의 돌출과 반비례하여 대체로 작은 부피가 되거나, 아예 없는 것이 되거나, 혹은 나중에는 아닌 아래로 부풀어 오르게 되어, 이때부터 누키에몬이 이루어지게 되었다.

### 에도 시대 후기
남성의 머리는 다시 이쵸마게가 주류를 이루었고, 여성과 마찬가지로 빈(鬢)을 부풀린 두툼한 빈(鬢)이 되었고, 쵸닌의 경우는 후쿠로츠키라는 아래를 부풀린 츠도(髱)가 주류가 되었다 (단, 남성은 누키에몬을 하지 않았다).
여성의 머리는 토로빈(灯籠鬢)의 유행이 시들해졌지만, 타카시마다(高島田), 츠부시시마다(つぶし島田), 유이와타(結綿), 모모와레(桃割れ), 마루마게(丸髷), 삿코(先笄) 등 거의 현행의 머리 스타일이 이 시기에 정착했다. 츠도(髱)는 공가ㆍ다이묘가에서는 시이타케빈이 주류를 이루었고, 일반 무가ㆍ쵸닌은 간토에서는 아래로 부풀리는 모양, 간사이에서는 조금만 둥글게 부풀리는 것이 주류가 되었다.

### 메이지 ~ 쇼와 전쟁 전
서양화의 영향으로, 남성들은 대부분 서양식 머리 모양이 등장하기 시작하면서, 절충이라 할 수 있는 소쿠하츠(束髪), 야카이마키(夜会巻き), 미미카쿠시(耳隠し), 유쿠에후메이마게(行方不明髷) 등 양복ㆍ일본식 머리 모양도 고안되었다.
203고지마게는 러일전쟁 이후, 일본에서 유행한 머리 모양으로, 앞머리를 내는 동시에 정수리에 묶은 머리를 높게 정리했다. 당시 보급되기 시작하던 양장에도 맞는 헤어스타일로 탄생해 유행했다.
라지오마키(ラヂオ巻き) 등 모던한 명칭의 서양식 머리도 생겨나, 전시 체제에 들어가기 전까지는 일본식 옷의 경우에 한해 종래의 니혼가미(와 시로누리의 두꺼운 화장)도 여전히 이어졌다.

### 전후
니혼마게는 가부키,  시대극, 화류계, 결혼 산업 이외에서는 대부분 쇠퇴했지만, 현재는 정월 등 나들이 옷의 경우에는 신니혼가미를 묶는 경우가 많다.

## 에도 시대와 카미가타 (교토 부근)

### 에도 시대풍
마에가미(前髪)와 빈(鬢)은 앞으로 내밀었다. 츠도(髱)는 아래로 내밀었다. 카모지를 많이 사용하기 때문에, 무거워운 경향이 있다. 전체적으로 두껍다.

### 카미가타풍
마에가미(前髪)와 빈(鬢)은 앞으로 내밀지 않고, 뒤로 자연스럽게 흘러내리게 했다. 츠도(髱)는둥글게 수납한다. 카모지를 최소한으로 사용하기 때문에 가벼운 경향이 있다. 앞에서 보면 작고 둥그스름한 느낌이라 가련한 느낌이 든다.

## 계통별
※소녀 : 2차 성징 전, 묘령 : 2차 성징 후 미혼 여성, 기혼 : 18세 이상의 미혼을 포함하는 경우 있음

### 스베라카시계 (垂髪系)
- 스베라카시 (垂髪) - 헤이안 시대 중기 ~ 무로마치 시대 / 공가, 무가 → 현대 신부
- 사게가미 (下げ髪) - 에도 시대 중기 ~ 후기 / 다이묘가 기혼자
- 키리카미 (切り髪) - 에도 시대 중기 ~ 후기 / 다이묘가 미망인
- 챠센마게 (茶筅髷) - 에도 시대 중기 ~ 후기 / 다이묘가 미망인
- 오스베라카시 (大垂髪) - 에도 시대 중기 ~ 현대 / 황족, 공가 → 현대 신부

### 효고계 (兵庫系)
- 타테효고 (立兵庫) - 에도 시대 전기 / 유녀
- 토로빈 (灯籠鬢) 요코효고 (横兵庫) - 에도 시대 중기 / 유녀
- 다테효고 (伊達兵庫) - 에도 시대 후기 / 유녀

### 시마다계 (島田系)
- 코훈시마다 (古墳島田) - 고훈 시대 / 무녀
- 겐로쿠시마다 (元禄島田) - 에도 시대 전기 / 유녀 → 쵸닌 묘령
- 하루노부후우시마다 (春信風島田) - 에도 시대 전기 / 유녀 → 쵸닌 묘령
- 토로빈 (灯籠鬢) 시마다마게 (島田髷) - 에도 시대 중기 / 유녀 → 쵸닌 묘령
- 츠부이치 (つぶいち) - 에도 시대 후기 / 공가 소녀 ~ 묘령
- 타카시마다 (高島田) - 에도 시대 후기 / 무가 소녀 ~ 묘령 → 현대 신부
- 츠부시시마다 (つぶし島田) - 에도 시대 후기 / 쵸닌 묘령 ~ 기혼 → 현대 에도 시대 게이샤
- 유이와타 (結綿) - 에도 시대 후기 / 쵸닌 소녀 ~ 묘령 → 현대 하레기
- 스이샤마게 (水車髷) - 에도 시대 후기 / 쵸닌 소녀 ~ 묘령 → 현대 마이코
- 이쵸쿠즈시 (銀杏崩し) - 에도 시대 후기 / 쵸닌 소녀 → 쵸닌 중년

### 카츠야마계 (勝山系)
- 카츠야마마게 (勝山髷) - 에도 시대 전기 / 유녀 → 무가 묘령
- 토로빈 (灯籠鬢) 카츠야마마게 (勝山髷) - 에도 시대 중기 / 유녀 →쵸닌 기혼
- 마루마게 (丸髷) - 에도 시대 후기 / 무가 기혼 → 쵸닌 기혼
- 후키와 (吹輪) - 에도 시대 후기 / 다이묘가 묘령

### 코우가이와게계 (笄髷系)
- 코우가이와게 (笄髷) - 에도 시대 전기 / 유녀 → 쵸닌 기혼
- 토로빈 (灯籠鬢) 코우가이와게 (笄髷) - 에도 시대 중기 / 유녀 → 쵸닌 기혼
- 下げ下 - 에도 시대 후기 / 다이묘 내기혼 (来既婚)
- 카타하즈시 (片外し) - 에도 시대 후기 / 다이묘 내기혼 (来既婚)
- 삿코 (先笄) - 에도 시대 후기 / 쵸닌 기혼 → 현대 마이코
- 료와 (両輪) - 에도 시대 후기 / 쵸닌 기혼)
- 粋書 - 에도 시대 후기 / 쵸닌 기혼 (교토 한정)
- 시마다쿠즈시 (島田崩し) - 에도 시대 후기 / 쵸닌 기혼

### 소쿠하츠계 (束髪系)
- 치고마게 (稚児髷) - 에도 시대 후기 / 무가 소녀 →쵸닌 소녀 → 현대 마츠리
- 이쵸마게 (銀杏髷) - 에도 시대 후기 / 쵸닌 소녀 → 현대 마츠리
- 이쵸가에시 (銀杏返し) - 에도 시대 후기 / 쵸닌 묘령 ~ 기혼
- 모모와레 (桃割れ) - 에도 시대 후기 / 쵸닌 소녀 → 현대 하레기
- 와레시노부 (割れしのぶ) - 에도 시대 후기 / 쵸닌 소녀 → 현대 마이코
- 와리카노코 (割り鹿の子) - 에도 시대 후기 / 쵸닌 기혼
- 토로빈 (灯籠鬢) 바이마게 (貝髷) - 에도 시대 중기 / 유녀

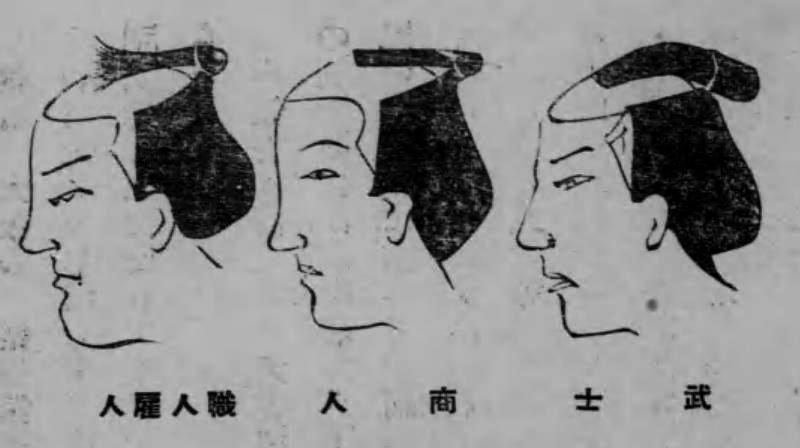
신분에 따른 머리 스타일의 차이

- 바이마게 (貝髷) - 에도 시대 후기 / 쵸닌 기혼

### 남성의 헤어스타일
- 미즈라 (角髪) - 고훈 시대 ~ 헤이안 시대 / 황족, 공가 (나라 이후 소년)
- 칸무리시타노모토도리 (冠下の髻) - 나라 시대 ~ 에도 시대 후기 / 황족, 공가, 다이묘가
- 치고마게 (稚児髷) - 헤이안 시대 중기 ~ 에도 시대 후기 / 치고@ 대규모 사원
- 챠센마게 (茶筅髷) - 아즈치모모야마 시대 / 무장
- 이쵸마게 (銀杏髷) - 에도 시대 전기 / 무가, 쵸닌
- 혼다마게 (本多髷) - 에도 시대 중기 / 쵸닌
- 와카슈마게 (若衆髷) - 에도 시대 전기 / 쵸닌 소년
- 스미마에가미 (角前髪) - 에도 시대 후기 / 무가 소년
- 소우하츠 (総髪) - 에도 시대 후기 / 의사, 학자 등
- 오오이쵸 (大銀杏) - 에도 시대 후기 / 쵸닌, 스모선수

## 계층ㆍ직업별

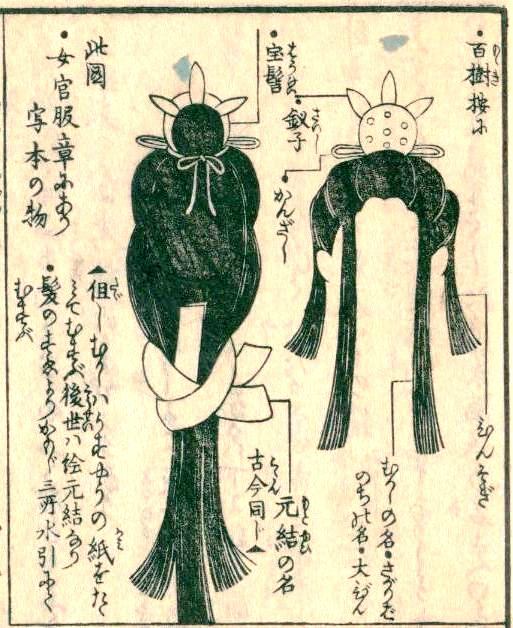
여관 헤어스타일의 한 예. 『역사여장고』에서

### 공가ㆍ귀족ㆍ황족
- 아마소키 (尼削ぎ) - 헤이안 시대의 비구니나, 동녀의 머리 모양
- 오스베라카시 (大垂髪) - 헤이안부터 근세에 걸친 귀족이나 다이묘가 등의 여성의 머리 모양
- 오스베라카시 (おすべらかし) - 근대부터 현대 황족 여성의 머리 모양
- 츠부이치 (つぶいち) - 시마다마게의 일종. 막부 말기부터 메이지에 걸쳐 유행. 공가의 묘령의 딸이 한 머리 모양
- 치고마게 (稚児髷) - 막부 말기부터 메이지에 걸쳐 유행. 공가나 무가의 어린 딸의 머리 모양
- 히토츠모토도리 (一髻) - 나라 시대부터 근세까지 이어진 남성 귀족의 머리 모양. 칸무리시타노모토도리라고도 불렸다.
- 잇케이 (一髻) - 나라 시대의 여성 귀족의 머리 모양. 중국풍의 묶음 머리. 상세한 것은 코우케이에서.
- 후타케이 (双髻) - 나라 시대의 여성 귀족의 머리 모양. 계를 2개 만드는 것. 상세한 것은 코우케이에서.
- 코우케이 (高髻) - 잇케이 중에서도 머리칼을 넣는 등의 상투를 높게 묶는 것.
- 미즈라 (角髪) - 고훈 시대 (나이 불문)부터 사용된 머리 모양. 나라 시대 이후에는 귀족의 자제의 머리 모양
- 타마무스비 (玉結び) - 아즈치모모야마 시대 중류 부인 등이 한 머리 모양. 사게가미의 끝을 둥글게 묶은 것.

### 무가
- 오사후네 (長船) - 에도 시대 후기 무가의 측실의 머리 모양
- 카타하즈시 (片外し) - 에도 시대 후기의 다이묘 가내의 여성 머리 모양
- 마루마게 (丸髷) - 에도 시대 전기부터 근대까지 대표적인 여자 머리 모양. 카츠야마마게라고도 한다. 무가의 정실이 많이 했다. 메이지 이후 일반화 되었다.
- 시마다마게 (島田髷) - 에도 시대부터 현재까지 남아있다. 원래는 와카슈마게였는데 무가의 여성을 중심으로 넓게 퍼져 쓰인 머리 모양이다
- 후키와 (吹輪) - 에도 시대 전기부터 등장한 다이묘가의 히메들의 머리 모양
- 챠센마게 (남성) (茶筅髷) - 주로 다이묘, 무가의 미망인의 머리 모양
- 챠센마게 (여성) (茶筅髷) - 아츠지모모야마 시대에 유행
- 오오이쵸 (大銀杏) - 시골 고위 무사풍의 이쵸마게. 현재는 세키토리의 마게로 유명하다. 무가의 상투로써의 자세한 내용은 이쵸마게에서.
- 細刷毛 - 작은 이쵸마게로, 무가와도 쵸닌과도 어울리지 않는 세련된 인상. 요리키 등이 즐겨 한 스타일. 자세한 내용은 이쵸마게에서.
- 스미마에가미 (角前髪) - 원복을 앞둔 소년의 머리 모양
- 와카슈마게 (若衆髷) - 와카슈가 묶은 헤어스타일. 또한, 원복 전의 젊은이
- 쵼마게 (丁髷) - "시대극 남성의 머리 모양"이라고 하면 먼저 떠오르는 머리

### 호상ㆍ상인
- 토진마게 (唐人髷) - 막부 말기에서 메이지에 걸쳐 유행. 부유한 집안의 딸의 머리 모양
- 와리카노코 (割り鹿の子) - 치고마게를 뒤로 눕힌 느낌의 멋과 가련을 겸비한 머리 모양. 대상인의 부인이 묶는 경우가 많았다
- 미츠와마게 (三輪髷) - 막부 말기 이후 대상인의 숨겨진 첩이 한 머리 모양. 마루마게와 이쵸가에시를 합성한 것. 무가의 오사후네와 같다.
- 혼다마게 (本多髷) - 에도 시대 중기에 유행. 상가의 장남이 자주한 우아한 마게
- 코이쵸 (小銀杏) - 상인풍의 이쵸마게. 자세한 것은 이쵸마게에서

### 쵸닌
- 케시보우즈 (芥子坊主) - 어린 소년, 소녀의 머리. 머리 (소녀는 눈썹도)를 깎고, 정수리나 앞머리만 남긴 것
- 이쵸마게 (소녀) (銀杏髷) - 머리카락이 길어질 때까지의 소녀의 머리 모양. 이 마게 사이는 눈썹을 깎는다
- 아타바코본 (おたばこぼん) - 막부 말기에서 메이지에 걸쳐 유행. 마게를 두개 만들고, 그 사이에 카노코를 씌운 간단한 머리 모양. 쵸닌의 어린 소녀가 묶었다.
- 모모와레 (桃割れ) - 막부 말기에서 다이쇼에 걸쳐 유행. 많은 쵸닌 딸들이 묶었다. 현대에는 성인식 등의 하레기에 맞추는 경우가 많다.
- 유이와타 (結綿) - 시마다의 변형. 막부 말기 무렵, 케이한을 중심으로 쵸닌의 딸이 묶었다. 현대에는 성인식 등 하레기에 맞추는 경우가 많다
- 오시토리 (おしどり) - 위의 유이와타에 아부라츠케의 하시를 놓은 것. 막부 말기 이후에 케이한의 소녀가 묶었다.
- 료와 (両輪) - 출산 후 여성의 머리 모양
- 야카이마키 (夜会巻き) - 메이지부터 정기적으로 유행. 부인의 머리 모양으로 선호되었다.
- 소쿠하츠 (束髪) - 메이지부터 정기적으로 유행. 부인의 머리 모양으로 선호되었다
- 미미카쿠시 (耳隠し) - 다이쇼에 대 유행. 타케히사 유메지의 그림에서도 자주 볼 수 있다.
- 이쵸마게 (銀杏髷) - 마게사키를 펼진 에도 시대 쵸닌의 일반적인 상투
- 지렛타무스비 (じれった結び) - 에도 시대의 딸의 머리 모양. 목욕 후 등에 머리를 묶은 것 뿐

### 승가(僧家)・사가(社家)・유가(儒家)
- 코훈시마다 (古墳島田) - 고훈 시대의 무녀의 머리 모양
- 토쿠토우 (禿頭) - 출가나 노인 등이 머리를 깎은 것
- 치고마게 (稚児髷) - 절에 맡겨진 귀족과 무가의 자제 등이 묶었다. 나중에 일반화 됨
- 소우하츠 (総髪) - 예로부터 존재했지만, 막부 말기에 일반적으로 유행. 앞머리를 뒤로 쓸어넘긴 장발로, 존황파 젊은이들이 좋아했다

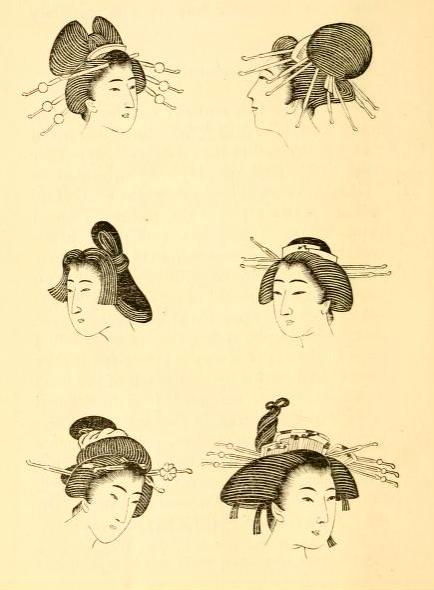
유녀의 머리 모양

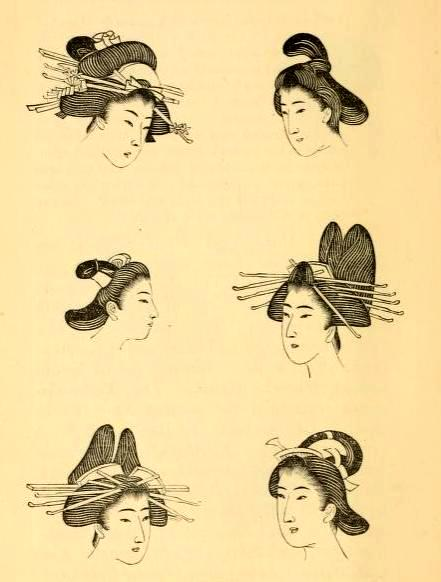
유녀의 머리 모양

### 유녀
- 카무로 (禿) - 단발머리. 에도 시대 전기부터 유곽의 소녀 "카부로"의 머리 모양으로서 알려졌다
- 카무로시마다 (禿島田) - 가늘고 긴 타카시마다. 에도 시대 후기부터 유곽의 소녀 "카부로"의 머리 모양을로서 알려져 있다
- 카라와 (唐輪) - 에도 시대 전기 케이한에서 유행
- 타테효고 (立兵庫) - 에도 시대 전기 케이한을 중심으로 유행
- 요코효고 (横兵庫) - 타테효고의 파생. 오이란 (다유급 유녀)의 머리 모양으로 유명
- 카츠야마마게 (勝山髷) - 유녀 카츠야마가 유행시킨 무가풍 마게
- 쿠루와츠부시 (くるわつぶし) - 츠부시시마다의 일종. 중급 유녀가 묶은 머리 모양. 마게의 가로폭이 넓다.

### 게이샤ㆍ게이코
- 이쵸가에시 (銀杏返し) - 막부 말기에서 메이지에 걸쳐 유행. 게이샤가 자주 한 머리 모양
- 쿠시마키 (櫛巻き) - 에도 시대 중기부터 쇼와까지 남은 간한한 마게. 주로 세련된 여성이 한 머리 모양
- 게이샤시마다 (芸者島田) - 에도 시대 게이샤 머리 모양. 츠부시시마다의 일종으로 머리 장식은 최소한으로 한다
- 츄다카시마다 (中高島田) - 간사이 게이샤의 머리 모양. 약간 낮고 작은 타카시마다가 된다
- 쿄후시마다 (京風島田) - 본래 교토 게이샤의 머리 모양. 현대에는 다석(茶席) 때에만 국한된다.
- 하케사키 (刷毛先) - 테코마이의 머리모양. 매우 굵은 이쵸마게
- 와레시노부 (割れしのぶ) - 현대 젊은 마이코의 일반적인 머리 모양. 앞머리, 빈, 마게 (두정부를 좌우로 가른다), 츠토(후부)의 네부분으로 이루어져있다.
- 오후쿠 (おふく) - 와레시노부보다 연상의 언니 마이코의 머리 모양.
- 츄시마다 (中島田) - 얏코시마다와 쿄후시마다의 중간. 미야코오도리 기간 중의 기온 갑부의 마이코의 머리 모양
- 카츠야마 (勝山髷) - 기온마츠리 기간 중의 언니 마이코의 머리 모양.
- 얏코시마다 (奴島田) - 쿠로몬츠키를 입을 때의 언니 마이코의 머리 모양.
- 삿코 (先笄) - 마이코가 에리카에 (한에리 참조) 전 1~4주간 묶는 마게. 이 머리일 때는 반드시 오하구로를 발라야 한다.

### 배우, 예인 등
- 가쿠야이쵸 (楽屋銀杏) - 하와세, 마에와레라고도 불리는 마에가미를 세우지 않고, 중앙에서 나눈 머리 모양. 마게는 이쵸가에시와 같다. 원래는 가부키 온나가타의 일상 머리 모양. 현대에는 무용의 스오도리에서 여성이 남자역을 할 때의 머리모양.
- 바이마게 (貝髷) - 고둥을 닮은 세로로 긴 마게. 온나다유 (토리오이) 등 예인 머리 모양.
- 바이쵸쵸 (貝蝶々) - 바이마게와 이쵸가에시를 합성한 머리모양. 텐신마게라고도 불린다. 위와 같은 예인 머리 모양.
- 센니치마게 (千日鬘) - 실제 머리 모양이 아닌, 연극 머리 모양으로, 도적 역 등이 묶는다. 낭인 등이 사카야키를 계속 미룬 머리 모양.

## 같이 보기
- 마게 (髷) : 후두부의 머리를 묶어서 접은 것. 나중에는 그냥 묶은 것도 말한다.
- 빈 (鬢) - 여성이라면 측두부를 내민 부분. 남성이라면 뒤로 끌어당기겠지만, 머리 밑 처리에 무가와 쵸닌의 차이가 있었다.
- 타보 (髱) - 후두부의 머리칼을 뒤로 밀어낸 것. "츠토"라고도 한다. 위의 세가지에 마에가미를 합쳐 5개의 파츠가 여성의 머리 모양을 구성한다.
- 칸자시 (簪) - 머리칼에 꽂는 장신구
- 쿠시 (櫛) - 머리를 빗거나 장신구로도 사용
- 코가이 (笄) - 머리를 끌어 올리는 도구 겸 장신구
- 모토유이 (元結) - 머리를 묶는 끈. 예전에는 마로 된 끈이 많았지만, 에도 시대에는 봉서지, 기장지 등의 일본 종이의 코요리가 된다.
- 타케나가 (丈長) - 마게의 높이를 높여주는 부분에 감는 종이. 금과은이 많다.
- 테가라 (手絡) - 여자가 마게에 감는 천. 미혼 여성이라면 붉은 새끼사슴 시보리, 기혼이라면 엷은 남색 또는 연보랏빛의 치리멘을 즐겨 이용한다.
- 카미아부라 (髪油) - 동백기름 등의 머리칼 정리 용품
- 아부라츠케 (油付け) - 빈츠케아부라로 평평하고 얇고 길게 곧힌 헤어피스. 마게 위에 이것을 붙히면 마게 이름이 바뀐다.
- 카미유이 (髪結い) - 에도 시대의 미용사. 기본적으로 남성은 이발점에 다니고, 여성은 카미유이가 돌아다니며 받고 있었다.
- 토코야마 (床山) - 연극이나 영상 제작 현장 또는 스모에서 니혼가미나 상투, 가발을 묶는 스탭
- 시대극 - 각종 니혼가미를 볼 수 있음
- 시대 행렬 - 마츠리 속에서 각종 니혼가미를 관찰, 촬영할 수 있다.
- 대중 연극 - 각종 니혼가미를 관찰할 수 있어 촬영 허가가 나오는 경우가 많다
- 시로우토 가부키 - 각종 니혼가미를 관찰할 수 있어 촬영할 수 있다
- 가부키 무용 - 각종 니혼가미를 관찰, 발표회에서는 촬영할 수 있는 경우가 많다.